# Anisia rubripes
Anisia rubripes là một loài ruồi trong họ Tachinidae.